# Le Cavalier du dragon
 (septembre 2014).
Si vous disposez d'ouvrages ou d'articles de référence ou si vous connaissez des sites web de qualité traitant du thème abordé ici, merci de compléter l'article en donnant les références utiles à sa vérifiabilité et en les liant à la section « Notes et références ».
Le Cavalier du dragon (titre original : Drachenreiter) est un roman pour la jeunesse de fantasy écrit par Cornelia Funke et publié en 1997. Sa traduction anglaise sous le titre Dragon Rider a obtenu le Young Reader's Choice Award 2007.
Le roman a été réédité sous le titre Cavalier du dragon par les éditions Gallimard Jeunesse en 2018 qui ont publié en même temps sa suite, La Plume du griffon.

## Résumé
Dans la vallée des dragons, c'est la panique, les hommes arrivent et veulent inonder la vallée. Il n'y a plus un seul endroit sur la Terre qui n'est pas occupé par les hommes, mais il faut fuir. Barbe d'ardoise, le plus vieux des dragons raconte qu'il est né dans la lisière du ciel. C'est une vallée de dragons entourée par des pics infranchissables pour des créatures dépourvues d'ailes. Lóng, un jeune dragon, décide de partir à sa recherche. Accompagné de Fleur de souffre, une Kobolde ainsi que Ben, un humain.